# Audi Q6 e-tron
O Audi Q6 e-tron é um SUV crossover compacto elétrico de luxo da marca alemã Audi. Partilha muitas semelhanças com a segunda geração do Porsche Macan e a produção começou em 2024. 